# Károly Laufenauer

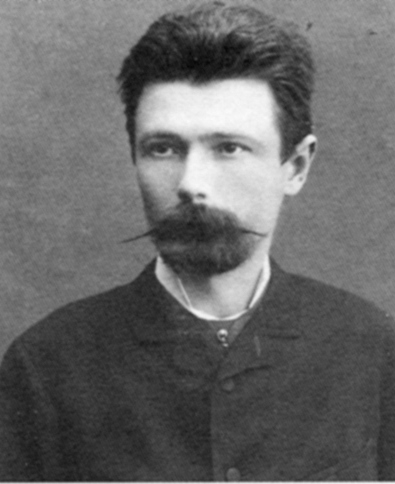
Karoly Laufenauer

Károly Laufenauer (niem. Karl Laufenauer, ur. 23 czerwca 1848 w Székesfehérvár, zm. 27 kwietnia 1901 w Budapeszcie) – węgierski lekarz psychiatra. Pierwszy profesor psychiatrii na Uniwersytecie w Budapeszcie.

## Życiorys
Studiował na Uniwersytecie w Budapeszcie, tytuł doktora medycyny otrzymał w 1873 roku. Następnie specjalizował się w neurologii i psychiatrii u Ferenca Schwartzera w Budapeszcie, u Charcota w Paryżu, Westphala w Berlinie, Meynerta w Wiedniu. Po powrocie do kraju zajmował się m.in. hipnozą i hipnoterapią. W 1878 został sekundariuszem w zakładzie psychiatrycznym w Budapeszcie. W 1878 został privatdozentem. Od 1881 związany z Rókus-Spital. Razem z asystentem Károlyem Schafferem przeprowadził szereg doświadczeń w tej dziedzinie. Członek Węgierskiej Akademii Nauk od 1891 roku. Od 1882 profesor nadzwyczajny, od 1891 profesor zwyczajny psychiatrii na Uniwersytecie w Budapeszcie. Zmarł nagle, 27 kwietnia 1901 roku.

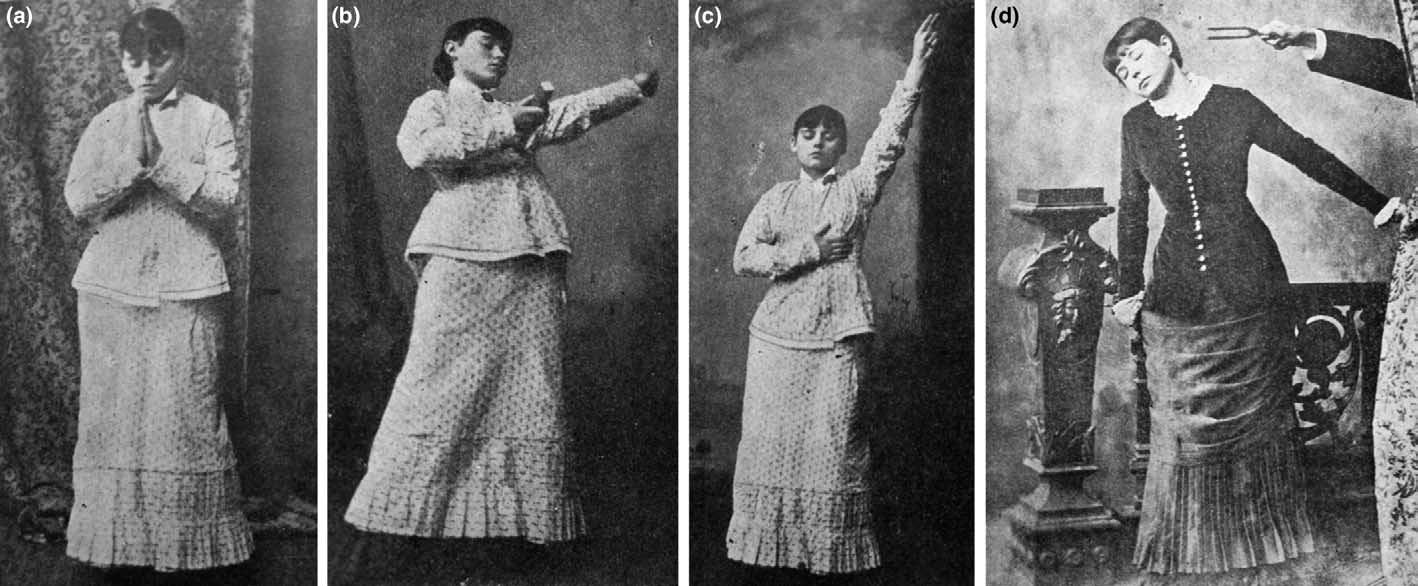
Zdjęcia eksperymentów przeprowadzanych przez Károlya Laufenauera i Károlya Schaffera w latach 80. XIX wieku

## Wybrane prace
- Az elmegyógyintézetek túltömöttsége, annak okai és elháritásáról. Budapest, 1875
- Agyszöveti vizsgálatok. Budapest, 1879
- Vizsgálatok az agy corti-calis látómezejéről. Budapest, 1880
- Az emlékező tehetségről. Budapest, 1884
- Kétes elmeállapotok a törvényszék elött. Franklin-társulat  könyvnyomdája, 1893
- Károly  Laufenauer, Zsigmond Reichard: Psychiatria és büntetöjog. Franklin-társulat  könyvnyomdája, 1894
- Előadások az idegélet világából. Budapest, 1899